# Wiadukt Fades
Wiadukt Fades (fr. Viaduc des Fades) – wiadukt kolejowy nad doliną rzeki Sioule w departamencie Puy-de-Dôme w centralnej Francji. W momencie wybudowania był najwyższym wiaduktem na świecie.
Obecnie (2010) jest najwyższym wiaduktem kolejowym we Francji i dziesiątym najwyższy wiaduktem kolejowym na świecie.

## Opis budowli
Wiadukt znajduje się w bliskim sąsiedztwie miasta Les Ancizes-Comps w regionie Owernia. 
Budowa wiaduktu trwała w latach 1901–1909. Jego oficjalna długość wynosi 470,25 metra, a wysokość 132,50 metra.